# 柳博芙·德米特里耶夫娜·波兹涅耶娃
柳博芙·德米特里耶夫娜·波兹涅耶娃（1908年6月2日—1974年8月25日）女，俄国圣彼得堡人，生于日本，苏联汉学家、中国文学专家。

## 生平
波兹涅耶娃生于俄国圣彼得堡一个汉学世家。父亲德·波兹涅耶夫自彼得堡大学东方系汉满专业毕业，长期在东方语言各专业任教，曾任海参崴东方学院院长（1904年-1906年），获中国清朝政府颁授双龙勋章。伯父阿·波兹涅耶夫是蒙古学家，是海参崴东方学院创院院长（1899年-1903年）。波兹涅耶娃生于日本，当时父亲正携家属在日本讲学及研究，1910年全家回到彼得堡。波兹涅耶娃先后从中学、中等音乐学校毕业后，考入列宁格勒大学东方系，1932年毕业。在列宁格勒大学期间，师从“苏联首屈一指的汉学家”（郭沫若语）阿列克谢耶夫院士，以及曹靖华教授。波兹涅耶娃在大学五年期间，一直是由曹靖华讲授汉语语言文学。后来，曹靖华曾夸她是“难得的多面手，很有才气”。
大学毕业后，波兹涅耶娃1932年到1943年在海参崴任教于中国师范专科学校、中国列宁学校和远东大学。后来两校的校名译成“远东边疆国际师范大学、中国部”。在此，她结识了师范大学副校长兼中国部主任张锡俦，后两人结婚。
远东大学撤消后，波兹涅耶娃到莫斯科，在共产国际办的学校教中国学生学俄语，同时为列宁军事政治学院教中文，兼外国文学出版社编辑。自1935年起，常发表作品，并翻译了鲁迅、丁玲、老舍等中国现代作家小说。她还为《世界文学》杂志撰稿。1943年，考入苏联科学院东方所研究生班。1946年以《元稹的〈莺莺传〉》论文获副博士学位。1956年博士学位论文答辩时，曹靖华恰好在莫斯科出差，应邀出席了她的答辩仪式。1956年，她以《鲁迅的创作道路》论文获博士学位。
1944年起，波兹涅耶娃在莫斯科国立大学历史系任教，1949年任历史系东方语教研室主任。后转到语文系（亚非学院），继续担任语文系中文教研室主任，仍然教授中国语言文学。1957年晋升高级研究员。1958年晋升教授。1959年，卸任语文系中文教研室主任职务，当时她已经是很有名望的学科带头人。莫斯科国立大学亚非学院汉语系成立于1956年，波兹涅耶娃是该系第一任系主任。她先后获得罗蒙诺索夫奖金（1952年）、罗蒙诺索夫奖状（1959年）和奖章（1973年）。
波兹涅耶娃毕生研究和讲授中国文学。1950年代，住在北京外国语学院时，波兹涅耶娃曾多次在校内举办讲座，也曾在中国讲学，讲鲁迅、《红楼梦》。她在中国时，和李莎（李立三夫人）、曹靖华及女儿曹苏玲、戈宝权及夫人梁培兰都有来往，和新华社记者孙维熙关系最亲密。1960年代，因为中苏交恶而不得不同中国断了来往。当时丈夫张锡俦仍在中国工作。
1974年8月25日，波兹涅耶娃逝世。

## 学术贡献
波兹涅耶娃在学术研究上兼顾中国现代文学与中国古典文学。1949年翻译出版丁玲的长篇小说《太阳照在桑干河上》，为该书获苏联国家文艺奖金（也是中国作家第一次获苏联政府奖）提供了文本支持。1954年编选《鲁迅选集》四卷本，并译其中三分之一作品，还写下《跋》（费德林作《序》），见解引起国外注意，并被译成日文在日本发表。1956年以鲁迅为题的博士论文通过后，1959年出版为《鲁迅评传》。40多年后，《鲁迅评传》译成中文出版时，获得中国鲁迅研究家林非教授、颜雄教授盛赞。波兹涅耶娃还为苏联“伟人丛书”撰写了一册《鲁迅》（1957年），1971年为纪念鲁迅诞辰90周年还被译成日文在日本东京出版。
波兹涅耶娃对中国古典文学研究的著译很多。1954年为北京大学王力教授《汉语语法纲要》俄译本作序，因该书例句多采自《红楼梦》，为方便俄文读者理解，波兹涅耶娃在序文中全面评论了《红楼梦》。该序文因马克思主义色彩强烈，1955年被译为中文《论〈红楼梦〉》在《人民文学》杂志上发表。波兹涅耶娃译的《列子》和《庄子》（1967年）是第一次俄文全译本，汇编为《公元前六世纪至四世纪中国古代的无神论者 唯物主义者和辩证法家——杨朱、列子、庄子》一书出版。
在苏联，东方文学中也有欧洲文学“文艺复兴”观点，这最初是康拉德院士在1959年《中国文学史概论》中提出。苏联汉学界许多人反对。汉学家费德林说：“就现有的资料来看 欧洲发生过的那种复兴或文艺复兴，对中国并不是必然的，我们有权把中国的文学艺术发展过程视作人类进化的世界性规律的实现，但绝不是欧洲模式或标准的某种变异。”（见《鲁迅评传》中译本《序》）但在此后的长期论争中，波兹涅耶娃一直支持康拉德。波兹涅耶娃赞成中国文学史上有“文艺复兴时期”，认为该时期可分为两阶段，第一阶段在8到10世纪，即唐朝、宋朝，流行爱情自由抒情诗、短篇传奇小说，第二阶段在10到12世纪，宋朝末、元朝前，流行哲理小说、政论散文。波兹涅耶娃还主张中国文学史上有“启蒙主义时期”（即类似18世纪欧洲的启蒙主义文学）。

## 家庭
- 丈夫：张锡俦
- 女儿：随她在苏联长大，不会说汉语。1990年代初，曾和丈夫到张锡俦的家乡四川江津省亲，乡亲们非常热情。[2]